# هووستیانه
هووستیانه (به بلغاری: Hvostyane) یک منطقهٔ مسکونی در بلغارستان است که در شهرستان گارمن واقع شده‌است.
 هووستیانه ۷٫۶۸ کیلومتر مربع مساحت و ۵۷۰ نفر جمعیت دارد و ۵۰۶ متر بالاتر از سطح دریا واقع شده‌است.